# ستالين : بلاط القيصر الأحمر
ستالين : بلاط القيصر الاحمر هو كتاب سيرة ذاتية من تأليف المؤرخ البريطاني سيمون مونتفيور على عكس الكتب التي تم تأليفها عن ستالين هذا الكتاب لايسرد سيرته بل يتمحور حول الجوانب الشخصية والإنسانية والغامضة من حياة الزعيم السوفيتي، هوايات ستالين وجوانب غير معروفة في شخصيته مثل : ستالين البستاني والصياد الماهر والشاعر المرهف والقارئ النهم الذي يقضي اوقات فراغة في قرائة الروايات وكتابة الشعر ومشاهدة الافلام وعموماً يمكن تقسيم الكتاب إلى نصفين نصف يتحدث عن هوايات ستالين وحياته الشخصية والعائلية اما القسم ثاني يتحدث عن الشخصيات المعروفة في بلاط الكرملين ابان الحقبة الستالينية وعن ميولهم وعلاقتهم بستالين أمثال: لزار كاغانوفيتش صهر ستالين وصديقة المقرب ووزير الصناعة ونيكولاي يجوف رئيس جهاز الامن وبيريا وجدانوف وغيرهم، الكتاب يستند إلى الوثائق التي تخص ستالين والتي رفعت عنها السرية كذلك استمد المؤلف معلوماتة من 2000 مقابلة أجراها مع شخصيات عاصرت تلك الحقبة.